# Lago Surinsar
El lago Surinsar tiene una longitud de 888 m y una anchura de 444 m, está situado a 42 km de la ciudad de Jammu por carretera  Está rodeado de colinas y densos bosques, y tiene cierta importancia mitológica. Los lagos Surinsar y Mansar se consideran lagos gemelos, ya que el lago Mansar se encuentra 9 km al sudeste, en el mismo anticlinal de cuyos manantiales se han formado ambos. El Santuario de Vida Silvestre Surinsar Mansar está ubicado entre ambos lagos.
La región está poblada de abundante fauna, flora y avifauna. En medio del lago hay una pequeña isla, que es el hogar de miles de murciélagos. Debido a algunas creencias religiosas, se desalentó la natación y la navegación, pero en los últimos tiempos hemos visto un gran desarrollo en la infraestructura o en la navegación. Se abren muchas opciones de recreación, como la instalación de un rocódromo, un teatro al aire libre, parques infantiles y familiares, restaurantes, etc. Se está convirtiendo en el destino más buscado por los turistas en la región de Jammu .

## Historia
Según la mitología hindú, el origen de este lago está asociado al guerrero Arjuna, del Mahabharata. Se cree que el guerrero disparó una flecha que, al clavarse en el suelo, hizo brotar un manantial que se convirtió en el lago Surinsar.[cita requerida]